# Mifflin, Pennsylvania
Mifflin là một thị trấn thuộc quận Juniata, tiểu bang Pennsylvania, Hoa Kỳ. Năm 2010, dân số của thị trấn này là 642 người.